# Gli amori (Pseudo Luciano)
Gli amori (Ἔρωτες; "Amores") o I due tipi di amore sono un dialogo scritto in lingua greca antica. Si tratta di un esempio di certame letterario che mette a confronto l'amore per le donne e quello per i ragazzi, giungendo alla conclusione che quest'ultimo è di gran lunga preferibile. Lo stesso argomento era stato trattato anche nell'Amatorius di Plutarco, per giungere alla conclusione opposta.

## Trama
Durante la celebrazione delle feste per Eracle, Licino si sta intrattenendo in conversazioni amorose con Temonesto, esperto dell'amore sia eterosessuale sia pederastico. Ciò fornisce a Licino l'occasione di rievocare una disputa che aveva arbitrato qualche tempo prima.
Nel corso di un viaggio per nave, a Rodi Licino si era imbattuto in due suoi vecchi amici, Caricle di Corinto e Callicratide di Atene, il primo grande fautore dell'eterosessualità, il secondo della pederastia, assieme ai quali aveva proseguito fino a Cnido. Qui, nel tempio di Afrodite, su invito di Licino i due avevano perorato la rispettiva causa; alla fine, ascoltate le loro argomentazioni, Licino aveva accordato la preferenza alla tesi di Callicratide.
Nel finale, anche Teomnesto si dice d'accordo con il giudizio di Licino.

## Ricezione
Il dialogo è stato veicolato e trasmesso come opera di Luciano di Samosata, ma molti studiosi contemporanei hanno messo in discussione tale paternità sulla base di vari elementi, ritenendolo l'opera di un imitatore di poco successivo.
Il testo è famoso anche per la vivida descrizione dell'Afrodite cnidia dello scultore Prassitele.
Michel Foucault ne ha discusso ampiamente nella sua Storia della sessualità. 